# Lista de episódios de Shaun the Sheep
Shaun the Sheep (Brasil: Shaun, o Carneiro / Portugal: A Ovelha Choné), é uma série de televisão infantil alemã–britânica de stop-motion de massinha produzida pela Aardman Animations, HIT Entertainment e Nickelodeon Productions em parceria do canal infantil Nickelodeon's Nick Jr. e CBBC. A lista está em ordem cronológica de estreia nos canais da BBC do Reino Unido.

## Visão geral
| Temporadas | Temporadas | Episódios | Exibição original      | Exibição original      | Exibição no Brasil | Exibição no Brasil | Estreia em Portugal | Estreia em Portugal |
| Temporadas | Temporadas | Episódios | Estreia                | Final                  | Estreia            | Final              | Estreia             | Final               |
| ---------- | ---------- | --------- | ---------------------- | ---------------------- | ------------------ | ------------------ | ------------------- | ------------------- |
|            | 1          | 40        | 5 de março de 2007     | 15 de setembro de 2007 | TBA                | TBA                | TBA                 | TBA                 |
|            | 2          | 40        | 23 de novembro de 2009 | 17 de dezembro de 2010 | TBA                | TBA                | TBA                 | TBA                 |
|            | 3          | 20        | 26 de novembro de 2012 | 20 de dezembro de 2012 | TBA                | TBA                | TBA                 | TBA                 |
|            | 4          | 30        | 4 de fevereiro de 2013 | 13 de setembro de 2013 | TBA                | TBA                | TBA                 | TBA                 |
|            | 5          | 20        | 5 de setembro de 2016  | 18 de novembro de 2016 | TBA                | TBA                | TBA                 | TBA                 |
|            | 6          | 20        | 16 de março de 2020    | 16 de março de 2020    | TBA                | TBA                | TBA                 | TBA                 |

| Curtas | Curtas                                                      | Episódios | Exibição original  | Exibição original   | Exibição no Brasil | Exibição no Brasil | Estreia em Portugal | Estreia em Portugal |
| Curtas | Curtas                                                      | Episódios | Estreia            | Final               | Estreia            | Final              | Estreia             | Final               |
| ------ | ----------------------------------------------------------- | --------- | ------------------ | ------------------- | ------------------ | ------------------ | ------------------- | ------------------- |
|        | Shaun, o Carneiro em 3D/A Ovelha Choné em 3D                | 15        | 7 de março de 2012 | 13 de junho de 2012 | TBA                | TBA                | TBA                 | TBA                 |
|        | Shaun, o Carneiro - Campeonatos/A Ovelha Choné - Ovelhíadas | 21        | 2 de julho de 2012 | 30 de julho de 2012 | TBA                | TBA                | TBA                 | TBA                 |

## Episódios

### Primeira Temporada (2007)
| N.º (série) | N.º (temp.) | Título                                                                                            | Escrito por                      |
| ----------- | ----------- | ------------------------------------------------------------------------------------------------- | -------------------------------- |
| 1           | 1           | "O Repolhobol (BR)" Futebaa! (PT)" "Off the Baa!"                                                 | Ian Carney                       |
| 2           | 2           | "A Hora do Banho (BR)" Hora do Banho (PT)" "Bathtime"                                             | Richard Goleszowski e Rob Dudley |
| 3           | 3           | "Em Forma com o Shaun (BR)" Emagrecer com o Choné (PT)" "Shape Up with Shaun"                     | Lee Pressman                     |
| 4           | 4           | "Timmy Triste (BR)" A Birra (PT)" "Timmy In a Tizzy"                                              | Julie Jones                      |
| 5           | 5           | "A Guerra das Maçãs (BR)" A Macieira (PT)" "Scrumping"                                            | Sarah Ball                       |
| 6           | 6           | "A Obra de Arte (BR)" Obra Prima (PT)" "Still Life"                                               | Ian Carney                       |
| 7           | 7           | "O Devorador de Grama (BR)" O Triturador (PT)" "Mower Mouth"                                      | Glenn Dakin                      |
| 8           | 8           | "Vontade de Pizza (BR)" Pronto a Levar (PT)" "Take Away"                                          | Richard Goleszowski e Rob Dudley |
| 9           | 9           | "O Búfalo (BR)" O Touro (PT)" "The Bull"                                                          | Trevor Ricketts                  |
| 10          | 10          | "Festa na Fazenda (BR)" Sábado à Noite (PT)" "Saturday Night Shaun"                               | Julie Jones                      |
| 11          | 11          | "A Pipa (BR)" O Papagaio de Papel (PT)" "The Kite"                                                | Richard Goleszowski e Rob Dudley |
| 12          | 12          | "A Fazenda do Terror (BR)" Assustados... mas não muito (PT)" "Little Sheep of Horrors"            | Lee Pressman                     |
| 13          | 13          | "Xô, abelhas! (BR)" Zumbido das Abelhas (PT)" "Buzz off Bees"                                     | Julie Jones                      |
| 14          | 14          | "A Tosquia (BR)" Coberto de Lã (PT)" "Fleeced"                                                    | Charles Hodges                   |
| 15          | 15          | "Shaun Fotógrafo (BR)" Fotógrafo (PT)" "Shaun Shoots the Sheep"                                   | Lee Pressman                     |
| 16          | 16          | "Timmy arma um circo (BR)" No Topo (PT)" "Big Top Timmy"                                          | Lee Pressman                     |
| 17          | 17          | "Atração (BR)" Atracção (PT)" "Fetching"                                                          | Richard Goleszowski e Rob Dudley |
| 18          | 18          | "A Toupeira (BR) / (PT)" "Mountains of Molehills"                                                 | Ian Carney                       |
| 19          | 19          | "Quem É a mamãe? (BR)" Quem é a vossa Mãe? (PT)" "Who′s the Mummy?"                               | Trevor Ricketts                  |
| 20          | 20          | "O Rebanho Assustado (BR)" Quem tem medo da noite? (PT)" "Things That go Bump"                    | Gleen Dakin                      |
| 21          | 21          | "Abracadabra (BR) / (PT)" "Abracadabra"                                                           | Richard Goleszowski e Rob Dudley |
| 22          | 22          | "O Cordeiro Perdido (BR)" Ovelhas Perdidas (PT)" "Sheep on the Loose"                             | Sarah Ball                       |
| 23          | 23          | "A Lavada (BR)" Dia de Limpezas (PT)" "Wash Day"                                                  | Charles Hodges                   |
| 24          | 24          | "O Visitante (BR)" O Extraterrestre (PT)" "The Visitor"                                           | Trevor Ricketts                  |
| 25          | 25          | "Shaun, o Fazendeiro (BR)" O Agricultor (PT)" "Shaun the Farmer"                                  | Sarah Ball                       |
| 26          | 26          | "A Fada do Dente (BR)" Fada Dentinho (PT)" "Tooth Fairy"                                          | Sara Barbas                      |
| 27          | 27          | "Cimento Fresco (BR)" Obras na Quinta (PT)" "Bitzer Put His Foot In It"                           | Lee Pressman                     |
| 28          | 28          | "Soluço (BR)" Soluços (PT)" "Hiccups"                                                             | Charles Hodges                   |
| 29          | 29          | "Se Você Não Suporta o Calor (BR)" Se não aguentas o calor... (PT)" "If You Can't Stand the Heat" | James Cary                       |
| 30          | 30          | "O Rebanho Sonâmbulo (BR)" Sonambulismo (PT)" "Sheepwalking"                                      | Gleen Dakin                      |
| 31          | 31          | "Arrumando Tudo (BR)" Arrumações (PT)" "Tidy Up"                                                  | Ian Carney                       |
| 32          | 32          | "A Sobrinha do Fazendeiro (BR)" A Sobrinha (PT)" "The Farmer's Niece"                             | Ian Carney                       |
| 33          | 33          | "Caos no Acampamento (BR)" Proibido Acampar (PT)" "Camping Caos"                                  | Julie Jones                      |
| 34          | 34          | "O Robô Pastor (BR)" Cão Robô (PT)" "Helping Hound"                                               | Richard Goleszowski e Rob Dudley |
| 35          | 35          | "O Trator Quebrado (BR)" Um Tractor novo demais (PT)" "Troublesome Tractor"                       | Richard Goleszowski e Rob Dudley |
| 36          | 36          | "Colados (BR)" Colado a mim (PT)" "Stick with Me"                                                 | Gleen Dakin                      |
| 37          | 37          | "Shaun Metálico (BR)" O Detector de Metais (PT)" "Heavy Metal Shaun"                              | Lee Pressman                     |
| 38          | 38          | "O Ronco de Shirley (BR)" Insónias (PT)" "Snore-Worn Shaun"                                       | Elly Brewer                      |
| 39          | 39          | "Salvem as Árvores (BR) / (PT)" "Save the Tree"                                                   | Trevor Ricketts                  |
| 40          | 40          | "Contatos Imediatos do Shaun (BR)" Encontros Imediatos (PT)" "Shaun Encounters"                   | Charles Hodges                   |

### Segunda Temporada (2009-2010)
| N.º (série) | N.º (temp.) | Título                                                                                             | Escrito por                        |
| ----------- | ----------- | -------------------------------------------------------------------------------------------------- | ---------------------------------- |
| 41          | 1           | "Problema Duplo (BR)" Duplo Farsante (PT)" "Double Trouble"                                        | Richard Goleszowski e Rob Dudley   |
| 42          | 2           | "Traçando a Linha (BR)" Traços e Tracejados (PT)" "Draw the Line"                                  | Gleen Dakin                        |
| 43          | 3           | "Noite em Claro (BR)" Sonhos Cor-de-Lama (PT)" "Sheepless Nights"                                  | Lucy Daniel Raby                   |
| 44          | 4           | "Cordeiro Saltitante (BR)" Para o Banho a Toda a Mola! (PT)" "Spring Lamb"                         | Elly Brewer                        |
| 45          | 5           | "Proibido Dançar (BR) / (PT)" "Strictly No Dancing"                                                | Jimmy Hibbert                      |
| 46          | 6           | "Tacada de Mestre (BR)" Tacadas Atamancadas (PT)" "Who's the Caddy?"                               | Will Maclean e John Camm           |
| 47          | 7           | "A Peruca (BR)" Chinó Choné (PT)" "Hair Today, Gone Tomorrow"                                      | Lee Pressman                       |
| 48          | 8           | "Um Avestruz Diferente (BR)" Mas que Gaita! (PT)" "Bagpipe Buddy"                                  | Julie Jones                        |
| 49          | 9           | "Timmy Gigante (BR)" À Força de Adubo (PT)" "Supersize Timmy"                                      | Dan Berlinka e Andy Williams       |
| 50          | 10          | "Trancado (BR)" Roncos e Broncas (PT)" "Lock Out"                                                  | Dave Ingham                        |
| 51          | 11          | "Falso chita (BR)" Pinta de Leopardo (PT)" "Cheetah Cheater"                                       | Richard Vincent                    |
| 52          | 12          | "Uma Nova Armação (BR)" Miopias e Outras Avarias (PT)" "Ewe've Been Framed"                        | Patrick Makin                      |
| 53          | 13          | "O Novo Chapéu do Bitzer (BR)" Que Chapelada! (PT)" "Bitzer's New Hat"                             | Christopher Sadler                 |
| 54          | 14          | "O Gato e o Rato (BR) / (PT)" "Hide and Squeak"                                                    | Kieron Self e Giles New            |
| 55          | 15          | "O Cozinheiro Shaun (BR)" Jantar Para um Par (PT)" "Frantic Romantic"                              | James Henry                        |
| 56          | 16          | "Queima de Estoque (BR)" Liquidação Total (PT)" "Everything Must Go"                               | Richard Goleszowski e Rob Dudley   |
| 57          | 17          | "Festa Animal (BR)" Baile de Máscaras (PT)" "Party Animals"                                        | Nick Park                          |
| 58          | 18          | "Invertendo os Papéis (BR)" Trocas e Baldrocas (PT)" "Cat Got Your Brain?"                         | Dan Berlinka e Andy Williams       |
| 59          | 19          | "Shaun Apaixonado (BR)" O Namoro (PT)" "Two's Company"                                             | Lee Pressman                       |
| 60          | 20          | "Sem Canil (BR)" Um Canil Baril (PT)" "In the Doghouse"                                            | Lee Pressman                       |
| 61          | 21          | "O Barco (BR) / (PT)" "The Boat"                                                                   | Richard Goleszowski e Rob Dudley   |
| 62          | 22          | "No Balão (BR)" O que é que se passa? (PT)" "What's Up, Dog?"                                      | Lee Pressman                       |
| 63          | 23          | "Shaun Salva o Galo (BR)" Mé-Mé-Mé Choné (PT)" "Cock-a-Doodle Shaun"                               | Sarah Ball                         |
| 64          | 24          | "Formação Básica de Bitzer (BR)" O Treino (PT)" "Bitzer's Basic Training"                          | Dan Berlinka e Andy Williams       |
| 65          | 25          | "A Escultura (BR)" A União Faz a Força (PT)" "Chip off the Old Block"                              | Ian Carney                         |
| 66          | 26          | "Problema Suíno (BR)" A Revolução dos Porcos (PT)" "Pig Trouble"                                   | Lee Pressman                       |
| 67          | 27          | "O Bitzer do Lago Preto (BR)" O Monstro da Lama (PT)" "Bitzer from the Black Lagoon"               | Gleen Dakin                        |
| 68          | 28          | "Patos-Zebras do Serengueti (BR)" Os Patos-Zebra do Serengeti (PT)" "Zebra Ducks of the Serengeti" | Richard Goleszowski e Rob Dudley   |
| 69          | 29          | "A Corneta (BR)" O Trompete (PT)" "Whistleblower"                                                  | Mark Daydy                         |
| 70          | 30          | "A Grande Perseguição (BR)" A Perseguição (PT)" "The Big Chase"                                    | Craig Ferguson e Patrick Gallagher |
| 71          | 31          | "A Pega (BR) / (PT)" "The Magpie"                                                                  | Giles New e Keiron Self            |
| 72          | 32          | "Operação Pidsley (BR)" Operação Gato (PT)" "Operation Pidsley"                                    | Dave Ingham                        |
| 73          | 33          | "Os Porcos Voadores (BR)" A Luta (PT)" "Pig Swill Fly"                                             | Jimmy Hibbert                      |
| 74          | 34          | "Shirley Sobre Rodas (BR)" Ajuda sobre Rodas (PT)" "Shirley Whirley"                               | Sarah Ball                         |
| 75          | 35          | "Raposa-Carneiro (BR)" A Raposa (PT)" "Foxy Laddie"                                                | Christopher Sadler                 |
| 76          | 36          | "Bilhar (BR)" A Mesa de Snooker (PT)" "Shaun goes Potty"                                           | Nathan Cockerill                   |
| 77          | 37          | "O Cata-Vento (BR)" O Moinho de Vento (PT)" "An Ill Wind"                                          | Chris Parker                       |
| 78          | 38          | "Laleira Favorita (BR)" Gato contra Cão (PT)" "Fireside Favourite"                                 | Ian Carney                         |
| 79          | 39          | "Na Neve (BR)" O Nevão (PT)" "Snowed In"                                                           | Gareth Owen                        |
| 80          | 40          | "Desejamos Um Feliz Natal (BR)" Feliz Natal (PT)" "We Wish Ewe A Merry Christmas"                  | Charles Hodges                     |

### Terceira Temporada (2012)
| N.º (série) | N.º (temp.) | Título                                                                           | Escrito por                                    |
| ----------- | ----------- | -------------------------------------------------------------------------------- | ---------------------------------------------- |
| 81          | 1           | "Cadê o Leite? (BR)" Já acabou o Leite? (PT)" "The Stand Off"                    | Ian Carney                                     |
| 82          | 2           | "O Côco (BR) / (PT)" "The Coconut"                                               | Lee Pressman                                   |
| 83          | 3           | "O Pastor (BR) / (PT)" "The Shepherd"                                            | Richard Starzak e Rob Dudley                   |
| 84          | 4           | "Limpando as Vidraças (BR)" Ajuda Falhada (PT)" "You Missed a Bit"               | Trevor Ricketts                                |
| 85          | 5           | "Os Pichadores (BR)" Graffiti na Quinta (PT)" "Let's Spray"                      | Richard Starzak, Rob Dudley e Andy Symanowski  |
| 86          | 6           | "O Corvo (BR) / (PT)" "The Crow"                                                 | Lee Pressman                                   |
| 87          | 7           | "Shaun o Fugitivo (BR)" Choné, o Fugitivo (PT)" "Shaun the Fugitive"             | Jimmy Hibbert                                  |
| 88          | 8           | "Difícil de Engolir (BR) / (PT)" "Hard to Swallow"                               | Dave Ingham                                    |
| 89          | 9           | "Missão Quase Impossível (BR)" Missão Quase-Impossível (PT)" "Mission Inboxible" | Seamus Malone e Richard Starzak                |
| 90          | 10          | "Adeus Celeiro (BR) / (PT)" "Bye Bye Barn"                                       | Alex Hawkey                                    |
| 91          | 11          | "A Grande Partida (BR)" O Desafio (PT)" "The Rounders Match"                     | Richard Starzak e Rob Dudley                   |
| 92          | 12          | "Noite das Kembranças (BR)" Noite de Filmes (PT)" "Film Night"                   | Richard Starzak                                |
| 93          | 13          | "O Mapa do Tesouro (BR)" Fósseis (PT)" "Fossils"                                 | Lee Pressman                                   |
| 94          | 14          | "Carneiro Skatista (BR)" O Skate (PT)" "The Skateboard"                          | Richard Starzak, Rob Dudley e Maisy Rae Catton |
| 95          | 15          | "O Piano (BR) / (PT)" "The Piano"                                                | Jimmy Hibbert                                  |
| 96          | 16          | "Foto de Família (BR)" A Fotografia (PT)" "The Snapshot"                         | Ian Carney e Maisy Rae Catton                  |
| 97          | 17          | "Calor Escaldante (BR)" Acalorados (PT)" "Prickly Heat"                          | Lee Pressman                                   |
| 98          | 18          | "A Asa Delta (BR)" O Novo Hobby (PT)" "The Hang Glider"                          | Jimmy Hibbert                                  |
| 99          | 19          | "Diversão Noturna (BR)" Sombras Chinesas (PT)" "The Shadow Play"                 | Richard Starzak e Rob Dudley                   |
| 100         | 20          | "Visita Indesejada (BR)" O Touro e a Lã (PT)" "Bull Vs Wool"                     | Seamus Malone e Richard Starzak                |

### Quarta Temporada (2013)
| N.º (série) | N.º (temp.) | Título                                                  | Escrito por                             |
| ----------- | ----------- | ------------------------------------------------------- | --------------------------------------- |
| 101         | 1           | "O Caminhão de Sorvete (BR)" "Cones"                    | Lee Pressman                            |
| 102         | 2           | "Uma Visita de Outro Mundo (BR)" "Caught Short Alien"   | Trevor Ricketts                         |
| 103         | 3           | "Feliz Aniversário Timmy! (BR)" "Happy Birthday Timmy!" | Sara Barbas                             |
| 104         | 4           | "O Gênio (BR)" "The Genie"                              | Glenn Dakin e Maisy Rae Catton          |
| 105         | 5           | "A Nova TV (BR)" "3DTV"                                 | Rob Dudley e Richard Starzak            |
| 106         | 6           | "O Fazendeiro Fedorento (BR)" "The Smelly Farmer"       | Jimmy Hibbert                           |
| 107         | 7           | "Faça Você Mesmo (BR)" "DIY"                            | Richard Phelan                          |
| 108         | 8           | "O Coelho (BR)" "The Rabbit"                            | Dave Ingham                             |
| 109         | 9           | "O Bilhete Premiado (BR)" "Prize Possession"            | Glenn Dakin                             |
| 110         | 10          | "A Aranha (BR)" "The Spider"                            | Mark Robertson                          |
| 111         | 11          | "O Que Deu no Bitzer? (BR)" "The Loony-Tic"             | Caimh McDonnell                         |
| 112         | 12          | "Homens Trabalhando (BR)" "Men at Work"                 | Sam Morrison                            |
| 113         | 13          | "O Show de Cães (BR)" "The Dog Show"                    | Sam Morrison                            |
| 114         | 14          | "A Peça Que Faltava (BR)" "Missing Piece"               | Ciaran Murtagh e Andrew Jones           |
| 115         | 15          | "Observando a Vida Selvagem (BR)" "Wildlife Watch"      | Trevor Ricketts                         |
| 116         | 16          | "O Pelicano (BR)" "The Pelican"                         | Rob Dudley                              |
| 117         | 17          | "O Pestinha (BR)" "Bad Boy"                             | Lee Pressman, Ian Carney e Richard Beek |
| 118         | 18          | "O Controle Remoto (BR)" "Remote Control"               | Dave Ingham                             |
| 119         | 19          | "O Substituto (BR)" "Phoney Farmer"                     | Jimmy Hibbert                           |
| 120         | 20          | "Um Dia de Cão (BR)" "Ground Dog Day"                   | Dan Berlinka                            |
| 121         | 21          | "O Intruso (BR)" "The Intruder"                         | Richard Phelan                          |
| 122         | 22          | "Carneiro de Guarda (BR)" "Bitzer for a Day"            | Richard Phelan                          |
| 123         | 23          | "O Segredo de Bitzer (BR)" "Bitzer's Secret"            | Sam Morrison                            |
| 124         | 24          | "A Partida de Ping-Pong (BR)" "Ping-Pong Poacher"       | Jimmy Hibbert                           |
| 125         | 25          | "Talentos Ocultos (BR)" "Hidden Talents"                | Glenn Dakin                             |
| 126         | 26          | "Dia de Arrumação (BR)" "Picture Perfect"               | Mark Robertson                          |
| 127         | 27          | "Salvem Nossa Terra (BR)" "Save the Dump"               | Dave Ingham                             |
| 128         | 28          | "Cai Fora! (BR)" "Duck!"                                | Robin Crowther-Smith                    |
| 129         | 29          | "Hipnotizados (BR)" "The Stare"                         | Sara Barbas                             |
| 130         | 30          | "Novos Amigos (BR)" "Fruit and Nuts"                    | Steve Box                               |

### Quinta Temporada (2016)
| N.º (série) | N.º (temp.) | Título                                                | Escrito por                 |
| ----------- | ----------- | ----------------------------------------------------- | --------------------------- |
| 131         | 1           | "Em Manutenção (BR)" "Out Of Order"                   | Sam Morrison e Steve Box    |
| 132         | 2           | "Do Karma Ninguém Escapa (BR)" "Karma Farmer"         | Sarah Barbas                |
| 133         | 3           | "Desmancha-Prazeres (BR)" "Spoilsport"                | Robin Crowther-Smith        |
| 134         | 4           | "Um Dia Daaaaqueles (BR)" "Baa-d Hair Day"            | Dave Ingham                 |
| 135         | 5           | "O Sobrinho do Fazendeiro (BR)" "The Farmer's Nephew" | Dan Berlinka                |
| 136         | 6           | "Bitzer de Babá (BR)" "Babysitter Bitzer"             | Mark Robertson              |
| 137         | 7           | "Inquilino Suspeito (BR)" "Dodgy Lodger"              | Mark Huckerby e Nick Ostler |
| 138         | 8           | "Entregas Perigosas (BR)" "Dangerous Deliveries"      | Glen Dakin                  |
| 139         | 9           | "Timmy e o Dragão (BR)" "Timmy and the Dragon"        | Mark Huckerby e Nick Ostler |
| 140         | 10          | "O Apito Novo de Bitzer (BR)" "Bitzer's New Whistle"  | Mark Robertson              |
| 141         | 11          | "Gangues em Guerra (BR)" "Turf Wars"                  | Dave Ingham                 |
| 142         | 12          | "Um Problema Espinhoso (BR)" "A Prickly Problem"      | Sarah Barbas e Steve Box    |
| 143         | 13          | "Procura-se (BR)" "Wanted"                            | Dan Berlinka                |
| 144         | 14          | "Sujeito Arrogante (BR)" "Rude Dude"                  | Dan Berlinka                |
| 145         | 15          | "Tudo na Paz (BR)" "Keeping the Peace"                | Dan Berlinka e Steve Box    |
| 146         | 16          | "Feliz Dia do Fazendeiro (BR)" "Happy Farmers' Day"   | Richard Phelan              |
| 147         | 17          | "Lista de Verificação (BR)" "Checklist"               | Richard Phelan              |
| 148         | 18          | "Devolver ao Remetente (BR)" "Return to Sender"       | Patrick Makin e Steve Box   |
| 149         | 19          | "Cone da Vergonha (BR)" "Cone of Shame"               | Patrick Makin e Glenn Dakin |
| 150         | 20          | "Pastoreio (BR)" "Sheep Farmer"                       | Glenn Dakin                 |

## Curtas

### Shaun, o Carneiro em 3D/A Ovelha Choné em 3D
Cada episódio possui duração aproximada de 1 minuto. Foram criados pela Aardman para o serviço Nintendo Video, do Nintendo 3DS. Usavam uma equipe de artistas pouco menor do que a da série principal.
| N.º | Título                                             | Data de exibição original |
| --- | -------------------------------------------------- | ------------------------- |
| 1   | "O Piquenique (BR)" "The Picnic"                   | 7 de março de 2012        |
| 2   | "Penalty! (BR)" "Penalty!"                         | 14 de março de 2012       |
| 3   | "Babá Timmy (BR)" "Babysitting Timmy"              | 21 de março de 2012       |
| 4   | "Bitzer pega os Ovos (BR)" "Bitzer Over Easy"      | 28 de março de 2012       |
| 5   | "A Classe de Arte (BR)" "The Art Class"            | 4 de abril de 2012        |
| 6   | "Assustados pelo Repolho (BR)" "Sprout-Shooters"   | 11 de abril de 2012       |
| 7   | "Fora Daqui! (BR)" "Members Only"                  | 18 de abril de 2012       |
| 8   | "A Partida de Ping-Pong (BR)" "Down the Loo"       | 25 de abril de 2012       |
| 9   | "Hora da História (BR)" "Story Time"               | 2 de maio de 2012         |
| 10  | "A Pipa e o Touro (BR)" "Kite"                     | 9 de maio de 2012         |
| 11  | "Estilo de Jogo (BR)" "Shaun Goes Old-School"      | 16 de maio de 2012        |
| 12  | "O Feno Pesado (BR)" "Shaun's Bale Out"            | 23 de maio de 2012        |
| 13  | "Basquete (BR)" "Sheep Shoot Hoops"                | 30 de maio de 2012        |
| 14  | "1, 2, 3 Ovelhinhas (BR)" "Beware! Sheep Crossing" | 6 de junho de 2012        |
| 15  | "Fazenda Músical (BR)" "Lamb Salsa"                | 13 de junho de 2012       |

### Shaun, o Carneiro - Campeonatos/A Ovelha Choné - Ovelhíadas
Os episódios abaixo são sobre temas esportivos, cada um possui aproximadamente 1 minuto e foram ao ar na CBBC, canal de televisão por assinatura infantil britânico, em julho de 2012. Foram feitos para corresponder com as comemorações dos Jogos Olímpicos de Londres, em 2012.
| N.º | Título                                              | Data de exibição original |
| --- | --------------------------------------------------- | ------------------------- |
| 1   | "Corrida de Revezamento (BR)" "Relay"               | 2 de julho de 2012        |
| 2   | "Arremesso de Peso (BR)" "Shot Put"                 | 3 de julho de 2012        |
| 3   | "Nado Sincronizado (BR)" "Synchronised Swimming"    | 4 de julho de 2012        |
| 4   | "Pingue-pongue (BR)" "Ping Pong"                    | 5 de julho de 2012        |
| 5   | "Mergulho (BR)" "Diving"                            | 6 de julho de 2012        |
| 6   | "Esgrima (BR)" "Fencing"                            | 9 de julho de 2012        |
| 7   | "Ginásticas (BR)" "Gymnastics"                      | 10 de julho de 2012       |
| 8   | "Tiro com Arco (BR)" "Archery"                      | 11 de julho de 2012       |
| 9   | "Levantamento de Peso (BR)" "Weightlifting"         | 12 de julho de 2012       |
| 10  | "Corrida de Obstáculos (BR)" "Steeplechase"         | 13 de julho de 2012       |
| 11  | "Vôlei de Praia (BR)" "Beach Volleyball"            | 16 de julho de 2012       |
| 12  | "Hockey (BR)" "Hockey"                              | 17 de julho de 2012       |
| 13  | "Natação (BR)" "Swimming"                           | 18 de julho de 2012       |
| 14  | "100 metros rasos (BR)" "100 Metre Dash"            | 19 de julho de 2012       |
| 15  | "Bicicross (BR)" "BMX"                              | 20 de julho de 2012       |
| 16  | "Ginástica com Arremesos (BR)" Argolas (PT) "Rings" | 23 de julho de 2012       |
| 17  | "Arremesso (BR)" "Hammer"                           | 24 de julho de 2012       |
| 18  | "Trampolim (BR)" "Trampoline"                       | 25 de julho de 2012       |
| 19  | "Judô (BR)" "Judo"                                  | 26 de julho de 2012       |
| 20  | "Linha (BR)" "Ribbon"                               | 27 de julho de 2012       |
| 21  | "Salto com Vara (BR)" "Pole Vault"                  | 30 de julho de 2012       |